# مسیح مصلوب (ولاسکس)
مسیح مصلوب (به انگلیسی: Christ Crucified) تابلوی نقاشی دیه‌گو ولاسکس در سال ۱۶۳۲ است، که مصلوب شدن عیسی را به تصویر می‌کشد. ابعاد این اثر رنگ‌روغن ۲۴۹ × ۱۷۰ سانتی‌متر است و در اختیار موزه دل پرادو است.
والاسکس در طول اقامت خود در رم، مطالعات مختلفی در ارتباط با شکل بدن برهنه انجام داد که در نقاشی‌های بعدی او، از آن استفاده نمود. منتقدان هنری ادعا می‌کنند که این اثر برهنه در تلفیق احساس آرامش، وقار و اشراف، استثنایی و استادانه است. این تابلو در اندازه واقعی (هم‌اندازه بدن آدمی) است.

## میراث
معنویت و رمز و راز این نقاشی الهام‌بخش بسیاری از نوشته‌های مذهبی بوده‌است، به ویژه شعر El Cristo de Velázquez از نویسنده و فیلسوف اسپانیایی میگل د اونامونو.